# Ippolito Pizzetti
Ippolito Pizzetti (Milano, 30 gennaio 1926 – Roma, 16 agosto 2007) è stato un saggista e traduttore italiano.

## Biografia
Nato a Milano, figlio di Ildebrando, musicista e compositore, si laureò in Letteratura italiana nel 1950 con Natalino Sapegno discutendo una tesi su Cesare Pavese.
Cominciò a collaborare con Einaudi  traducendo vari autori tedeschi, fra cui Ingeborg Bachmann. La traduzione italiana del dramma Il Vicario di Rolf Hochhuth gli procurerà la scomunica. Nel 1968 pubblicò per Garzanti, insieme a Henry R. Cocker, Il libro dei fiori in due volumi: l'esperienza lo segnò profondamente e spronò il suo interesse per la botanica. Iniziò quindi a scrivere di piante sul settimanale L'Espresso per cui firmerà dal 1975 al 1985 la seguitissima rubrica Pollice Verde. Diresse poi le collane L'ornitorinco per Rizzoli, tutta dedicata all'universo vegetale e animale, e Il Corvo e la Colomba per Franco Muzzio. All'attività letteraria e alla progettazione di giardini, si affiancheranno negli anni le collaborazioni con alcuni tra i più importanti architetti del '900 italiano, fra cui Ludovico Quaroni, Giancarlo De Carlo, Gino Valle, Vittorio Gregotti e Carlo Aymonino. Insegnò nelle Università di Palermo, Venezia e Ferrara dove tenne per diversi anni un corso in Architettura del paesaggio. Fu un docente amato dagli studenti, ma anomalo, un uomo di lettere che si trovava in cattedra davanti a futuri architetti.
Il modo in cui Pizzetti trasmise la sua passione per il verde attraverso l'insegnamento, i libri e gli articoli - comparsi anche su Il Messaggero, la Repubblica, La Stampa e La Voce - ebbe enorme popolarità e contribuì indiscutibilmente a cambiare il costume nazionale.
Fra i vari riconoscimenti ottenuti, nel 2002 fu insignito del Premio Porcinai alla carriera, nel 2004 ha ricevette la Laurea honoris causa in Architettura dall'università di Ferrara, e nel 2005 la Medaglia d'oro al valore culturale dal Presidente della Repubblica Carlo Azeglio Ciampi.
Già in vita aveva inviato la maggior parte dei suoi libri alla Fondazione Benetton Studi Ricerche, a Treviso, dove ora la sua intera biblioteca, frutto di decenni di ricerche, è a disposizione del pubblico generalista.

## Opere

### Saggi
- Ippolito Pizzetti, Henry Cocker. Il libro dei fiori - Milano, Garzanti, 1968, 2 vol.
- Ippolito Pizzetti. Piante e fiori del terrazzo - Milano, L'espresso, 1977.
- Ippolito Pizzetti. I miei fiori, le mie piante - Milano, L'espresso, 1978.
- Ippolito Pizzetti. Piante e fiori del giardino - Roma, L'espresso, 1978.
- Ippolito Pizzetti. Piante e fiori della casa - Milano, L'Espresso, 1978.
- Ippolito Pizzetti. Pollice verde - Milano, Biblioteca Universale Rizzoli, 1982.
- Ippolito Pizzetti e Orietta Sala. Piccoli giardini - Milano, Idealibri, 1986.
- Libereso Guglielmi e Ippolito Pizzetti. Il giardiniere di Calvino, prefazione di Nico Orengo - Padova, F. Muzzio, 1993.
- Ippolito Pizzetti. Piante e fiori del terrazzo: i consigli e le tecniche per avere un balcone sempreverde e fiorito, illustrazioni di Orietta Sala - Milano, Sperling paperback, 1994.
- Ippolito Pizzetti. Piante e fiori della casa: come avere un appartamento verde e fiorito tutto l'anno, illustrazioni di Orietta Sala - Milano, Sperling paperback, 1994.
- Ippolito Pizzetti. Il giardino in vaso: i consigli e le tecniche per avere un balcone sempre verde e fiorito, illustrazioni di Orietta Sala - Milano, A. Mondadori, 1995.
- Ippolito Pizzetti. Piante e fiori del giardino: idee, consigli e tecniche per creare il proprio angolo di verde, illustrazioni di Orietta Sala - Milano, Sperling Paperback, 1995.
- Ippolito Pizzetti e Francesco Alberti. L'addizione verde: leggere e progettare il paesaggio per il parco urbano di Ferrara, prefazione di Paolo Ceccarelli - Ferrara, Corbo, 1997.
- Ippolito Pizzetti. Robinson in città: vita privata di un giardiniere matto - Milano,  Archinto, 1998.
- Ippolito Pizzetti. Enciclopedia dei Fiori e del Giardino - Le Garzantine - Garzanti, Milano 1998, 989 pagine.
- Ippolito Pizzetti. Naturale inclinazione; prefazione di Carlo Bertelli - Milano, Motta on line, 2006.

### Scritti vari
- Maksim Gorʹkij. Vita di Klim Samghin, illustrazioni di Giansisto Gasparini; introduzione di Ippolito Pizzetti - Torino, Einaudi, 1955.
- V. Sackville West. Del giardino, a cura di Philippa Nicolson; introduzione di Ippolito Pizzetti - Milano, Rizzoli, 1975.
- Odoardo Beccari. Nelle foreste di Borneo: viaggi e ricerche di un naturalista, presentazione di Ippolito Pizzetti - Milano, Longanesi, c1982.
- Ada e Alfonso Sella. L'erbario: alla ricerca delle forme vegetali, prefazione di Ippolito Pizzetti - Milano, Centro botanico, 1989.
- Sylvia Crowe. Il progetto del giardino, presentazione di Ippolito Pizzetti - Padova, Muzzio, 1989.
- Pierre Grimal. L'arte dei giardini: una breve storia, a cura di Marina Magi; presentazione di Ippolito Pizzetti - Roma, Donzelli, 2000.
- V. Sackville-West. Un giardino per tutte le stagioni; presentazione di Ippolito Pizzetti - Roma, F. Muzzio, 2002.
- Gertrude Jekyll. Bosco e giardino: note e pensieri pratici e critici di un giardiniere appassionato; prefazione di Elena Alleva; premessa di Ippolito Pizzetti - Roma, F. Muzzio, 2003.
- Quaderni Ferraresi. Annuari della Facoltà di Architettura di Ferrara - Allinea editrice s.r.l., Firenze 2008, 166 pagine.
- William Robinson. Il giardino naturale; presentazione di Ippolito Pizzetti - Roma, Orme/Tarka, 2013

### Traduzioni
- Franz Grillparzer. L'ebrea di Toledo: tragedia storica in cinque atti sta in: Teatro tedesco dell'età romantica - Torino, Edizioni Radio italiana, 1956.
- Ruth Park. L' Australia, Ruth Park - Milano, Garzanti, 1960.
- Bertolt Brecht. Vita di Edoardo II d'Inghilterra - Torino, Einaudi, 1963.
- Rolf Hochhuth. Il vicario: dramma in 5 atti - Milano, Feltrinelli, 1964.
- Wolfgang Graetz. I congiurati del 20 luglio: dramma in dieci scene - Milano, Feltrinelli, 1965.
- Max Frisch. Il mio nome sia: Gantenbein: romanzo - Milano, Feltrinelli, 1965.
- Gisela Elsner. I nani giganti - Torino, Einaudi, 1965.
- Hans Gunter Michelsen. Stienz, sta in: Il menabò di letteratura, 9(1966)
- Peter Weiss. La persecuzione e l'assassinio di Jean-Paul Marat, rappresentati dai filodrammatici di Charenton, sotto la guida del marchese di Sade: dramma in due atti - Torino, Einaudi, 1967.
- Peter Weiss. Discorso sulla preistoria e lo svolgimento della interminabile guerra di liberazione nel Viet Nam quale esempio della necessità della lotta armata degli oppressi contro i loro oppressori come sui tentativi degli Stati Uniti d'America di annullare i fondamenti della rivoluzione - Torino, Einaudi, 1968.
- Pierre Biner. Il Living theatre - Bari, De Donato, 1968.
- Alter Kacyzne. Le perle malate - Milano, All'insegna del pesce d'oro, 1974.
- John Seymour. I piaceri dell'orto - Milano, Idealibri, 1982.
- Richard Adams, Max Hooper. Il giorno e la notte - Milano, Emme, 1982.
- Ingeborg Bachmann. Tre sentieri per il lago e altri racconti, trad. di Amina Pandolfi, Ippolito Pizzetti - Milano, Adelphi, 1986.